# Albert Jorquera
Albert Jorquera, född den 3 mars 1979 i Bescanó, Katalonien, är en spansk före detta fotbollsspelare som var målvakt.

## FC Barcelona
I november 1994 anslöt sig Jorquera till Barcelonas ungdomslag där han spelade till år 1998 då han flyttades upp till klubbens C-lag. Efter en säsong i C-laget avancerade målvakten till FC Barcelona B där han spelade säsongen 1999-2000.
Efter att ha varit utlånad till division 2 B-klubbarna AD Ceuta och CE Mataró kom Jorquera tillbaka till Barcelona B där han säsongen 2002-03 spelade som förste målvakt. Den 17 januari 2004 gjorde han sin debut för Barcelonas A-lag i en hemmamatch mot Athletic Bilbao.
När Rüştü Reçber lämnade klubben inför säsongen 2004-05 blev Jorquera andremålvakt i Barcelona. I mars 2008 signerade han ett kontrakt med klubben till sommaren 2010. Efter att i december 2007 ha ådragit sig en knäskada är dock Jorquera borta från spel i cirka 6 månader. 2009 flyttade han till klubben Girona FC och spelar där nu.

## Meriter
FC Barcelona
- 2008-09 UEFA Champions League
- 2008-09 La Liga
- 2008-09 Copa Del Rey
- 2006-07 Supercopa de España
- 2005-06 UEFA Champions League
- 2005-06 La Liga
- 2005-06 Supercopa de España
- 2004-05 La Liga